# Trichoneura umbripennis
Trichoneura umbripennis är en tvåvingeart som beskrevs av Alexander 1949. Trichoneura umbripennis ingår i släktet Trichoneura och familjen småharkrankar. Inga underarter finns listade i Catalogue of Life.